# Teracotona pitmanni
Teracotona pitmanni là một loài bướm đêm thuộc phân họ Arctiinae, họ Erebidae.